# Мази Торело
Ма̀зи Торѐло (на италиански: Masi Torello, на местен диалект Màs Turèl, Маз Турел) е малко градче и община в северна Италия, провинция Ферара, регион Емилия-Романя. Разположено е на 3 m надморска височина. Населението на общината е 2386 души (към 2010 г.).
Общината е създадена в 1959 г., като се разделя от община Портомаджоре.